# Produit reconditionné
Un produit reconditionné est un bien déjà utilisé qui a été remis à neuf ou réparé pour être commercialisé à nouveau. Le terme s'applique particulièrement aux équipements informatiques tels que les smartphones ou les ordinateurs.

## Définition
Un produit reconditionné a déjà été utilisé, mais a été traité par un professionnel, et des pièces ont été remplacées afin de le remettre en état. Il est certifié conforme, mis en vente et généralement garanti 6 à 24 mois.

## Marché
En 2017 en France, le reconditionné représente 10 % du marché et une personne sur cinq a déjà acheté un téléphone mobile reconditionné. En novembre 2020, 31 % de la population aurait déjà acheté un produit reconditionné.
Selon une étude de 60 millions de consommateurs de 2019, le secteur souffre d'un manque de cohérence entre les acteurs en ce qui concerne la durée de garantie.
En 2022 en France, selon le baromètre SMAAART et IFOP 2022 « Les français et les téléphones et ordinateurs reconditionnés », 62 % des Français ont acheté ou ont l'intention d'acheter un téléphone reconditionné ; ils sont 31 % concernant les ordinateurs.

## Écologie
L'achat d'un produit reconditionné plutôt que neuf permet de diminuer l'empreinte carbone. Pour WWF France, un smartphone reconditionné permet d'éviter l'extraction de 35 kg de matières premières et l'émission de 25 kg d'équivalent CO2,.
L'entreprise Remade estime que l'empreinte carbone d'un smartphone reconditionné est de 10 kg de CO2, contre 100 pour un modèle neuf.
L'Agence de l'environnement et de la maîtrise de l'énergie (Ademe) et l'Arcep préconisent de limiter l'achat de smartphones neufs afin de réduire leur impact écologique. Leur étude, publiée en 2022, mesure l'empreinte environnementale du numérique en France et identifie des leviers d’actions et bonnes pratiques pour la réduire,. Elle comprend des analyses du cycle de vie des produits, de l'extraction des matières utilisées pour leur fabrication jusqu’à leur fin de vie.
Il en ressort que près de 80 % de l’impact carbone de nos équipements numériques seraient dus à leur fabrication, alors que leur utilisation compte pour 21 %. Par ailleurs, la fabrication du produit contribue à l’épuisement des ressources naturelles puisqu'elle requiert 70 matériaux différents ; elle produit également des rejets toxiques dans l'eau et les sols, qui portent atteinte à la biodiversité. L'Ademe estime que le reconditionnement permet une économie de 82 kg de matières premières et de 87 % des gaz à effet de serre. Elle recommande de recourir, de plus, à des circuits de reconditionnement courts et de garder ses appareils le plus longtemps possible. Un indice de réparabilité est mis en place afin de déterminer, avant l’achat d'un appareil multimédia, s'il est facilement réparable, donc si sa durée de vie sera allongée en cas de panne.
Des labels environnementaux sont établis afin de garantir la disponibilité de certains composants ou pièces détachées, des garanties variables sur la fiabilité, par exemple concernant le recyclage[évasif]

## Réglementation

### France
La France se dote à partir du 1er avril 2021 d'une définition légale d'un produit reconditionné. Le décret du 17 février 2022 détermine les conditions d'application de l'article L. 122-21-1 du code de la consommation qui prévoit un encadrement légal pour l'utilisation des termes « reconditionné » et « produit reconditionné ». Ainsi, il « précise les conditions dans lesquelles elles peuvent être utilisées, s'agissant de la réalisation de tests, voire de l'exigence d'une ou de plusieurs interventions techniques, permettant de s'assurer de la sécurité et des fonctionnalités du produit ». Par ailleurs, « ce décret interdit toute référence à un produit neuf et réserve l'utilisation de la mention « reconditionné en France » aux opérations de reconditionnement qui sont réalisées en totalité sur le territoire national ».
Un produit reconditionné est depuis le décret du 17 février 2022, défini, comme cité par l'UFC Que choisir : « Concrètement, pour être qualifiés de reconditionnés, les produits ou les pièces détachées doivent répondre à deux conditions. D’abord, ils doivent avoir subi des tests pour vérifier qu’ils répondent aux obligations légales de sécurité et à l’usage auquel le consommateur peut légitimement s’attendre. Ensuite, au besoin, les produits (ou pièces détachées) ont été réparés pour être à nouveau pleinement fonctionnels. Toutes les données doivent en outre avoir été effacées ».
Par ailleurs, les expressions « état neuf », « comme neuf », « à neuf » ou équivalentes sont aussi encadrées par le gouvernement et ne pourront plus être utilisées à la place du terme « reconditionné », quand il s’agit effectivement de produits reconditionnés, afin de ne pas induire en erreur le consommateur.
Enfin, le texte prévoit que l'étiquette « reconditionné en France » soit réservée aux opérations de reconditionnement intégralement réalisées dans le pays.

### Liens connexes
- Smartphone
- Agence de l'environnement et de la maîtrise de l'énergie (ADEME)